# A nevem Earl epizódjainak listája
Az itt látható táblázat A nevem Earl epizódjainak rövid leírását és az évadok áttekintését tartalmazza.

## Évados áttekintés
| Évad | Évad | Epizódok | Eredeti sugárzás     | Eredeti sugárzás | Eredeti adó |
| Évad | Évad | Epizódok | Évadpremier          | Évadfinálé       | Eredeti adó |
| ---- | ---- | -------- | -------------------- | ---------------- | ----------- |
|      | 1    | 24       | 2005. szeptember 20. | 2006. május 11.  | NBC         |
|      | 2    | 23       | 2006. szeptember 21. | 2007. május 10.  | NBC         |
|      | 3    | 22       | 2007. szeptember 27. | 2008. május 15.  | NBC         |
|      | 4    | 27       | 2008. szeptember 25. | 2009. május 14.  | NBC         |

## 1. évad (2005-2006)
| Sor. | Év. | Cím                                                     | Rendező           | Író                              | Premier              | Nézettség    |
| ---- | --- | ------------------------------------------------------- | ----------------- | -------------------------------- | -------------------- | ------------ |
| 1.   | 1.  | Furcsa amcsik (Pilot)                                   | Marc Buckland     | Greg Garcia                      | 2005. szeptember 20. | 15,25 millió |
| 2.   | 2.  | Leszokom a cigiről (Quit Smoking)                       | Marc Buckland     | Kat Likkel és John Hoberg        | 2005. szeptember 27. | 11,36 millió |
| 3.   | 3.  | Randy touchdownja (Randy's Touchdown)                   | Marc Buckland     | J.B. Cook                        | 2005. október 4.     | 13,23 millió |
| 4.   | 4.  | Eljátszottam a halálomat (Faked My Own Death)           | Tamra Davis       | Hilary Winston                   | 2005. október 11.    | 12,62 millió |
| 5.   | 5.  | Earl tanár úr (Teacher Earl)                            | Chris Koch        | Victor Fresco                    | 2005. október 18.    | 12,19 millió |
| 6.   | 6.  | Eltörtem Joy szobrocskáját (Broke Joy's Fancy Figurine) | Lev L. Spiro      | Danielle Sanchez-Witzel          | 2005. november 1.    | 12,18 millió |
| 7.   | 7.  | Sört loptam egy golfozótól (Stole Beer from a Golfer)   | Chris Koch        | Michael Pennie                   | 2005. november 8.    | 11,57 millió |
| 8.   | 8.  | Joy esküvője (Joy's Wedding)                            | Marc Buckland     | Greg Garcia                      | 2005. november 15.   | 11,51 millió |
| 9.   | 9.  | Apa elvesztette a választást (Cost Dad the Election)    | Chris Koch        | Bobby Bowman                     | 2005. november 22.   | 12,20 millió |
| 10.  | 10. | Karácsonyi füllentések (White Lie Christmas)            | Marc Buckland     | Timothy Stack                    | 2005. december 6.    | 13,99 millió |
| 11.  | 11. | Ég a pajta (Barn Burner)                                | Ken Whittingham   | Brad Copeland                    | 2006. január 5.      | 11,19 millió |
| 12.  | 12. | Ó Karma, merre visz az utad? (O Karma, Where Art Thou?) | Michael Fresco    | Barbie Adler                     | 2006. január 12.     | 12,49 millió |
| 13.  | 13. | Kocsilopás (Stole P's HD Cart)                          | Chris Koch        | J.B. Cook                        | 2006. január 19.     | 10,78 millió |
| 14.  | 14. | Majmok az űrben (Monkeys in Space)                      | Marc Buckland     | Greg Garcia                      | 2006. január 26.     | 10,45 millió |
| 15.  | 15. | Az élet értelme (Something to Live For)                 | Marc Buckland     | Kat Likkel és John Hoberg        | 2006. február 2.     | 10,60 millió |
| 16.  | 16. | A professzor (The Professor)                            | Marc Buckland     | Danielle Sanchez-Witzel          | 2006. február 9.     | 10,20 millió |
| 17.  | 17. | Nem fizettem adót (Didn't Pay Taxes)                    | Craig Zisk        | Michael Pennie                   | 2006. március 2.     | 11,27 millió |
| 18.  | 18. | Apa kocsija (Dad's Car)                                 | Chris Koch        | Brad Copeland és Barbara Feldman | 2006. március 16.    | 10,59 millió |
| 19.  | 19. | Y2K (Y2K)                                               | Marc Buckland     | Hilary Winston                   | 2006. március 23.    | 11,31 millió |
| 20.  | 20. | A mumus (Boogeyman)                                     | Eyal Gordin       | Vali Chandrasekaran              | 2006. március 30.    | 9,90 millió  |
| 21.  | 21. | Fogatlan Jessie (The Bounty Hunter)                     | Marc Buckland     | Hunter Covington                 | 2006. április 6.     | 10,21 millió |
| 22.  | 22. | Elloptam egy jelvényt (Stole a Badge)                   | Marc Buckland     | Victor Fresco                    | 2006. április 27.    | 9,05 millió  |
| 23.  | 23. | A sörét (BB)                                            | Victor Nelli, Jr. | Kat Likkel és John Hoberg        | 2006. május 4.       | 8,80 millió  |
| 24.  | 24. | Az egyes (Number One)                                   | Greg Garcia       | Greg Garcia                      | 2006. május 11.      | 9,35 millió  |

## 2. évad (2006-2007)
| Sor. | Év. | Cím                                                                         | Rendező           | Író | Premier              | Nézettség    |
| ---- | --- | --------------------------------------------------------------------------- | ----------------- | --- | -------------------- | ------------ |
| 25.  | 1.  | Nagyon csúf dolgok (Very Bad Things)                                        | Marc Buckland     | Michael Pennie                                                                                         | 2006. szeptember 21. | 8,86 millió  |
| 26.  | 2.  | Ugrálj Joy-ért (Jump for Joy)                                               | Chris Koch        | Vali Chandrasekaran                                                                                    | 2006. szeptember 28. | 8,12 millió  |
| 27.  | 3.  | Gúnyolódtam (Sticks & Stones)                                               | Marc Buckland     | Danielle Sanchez-Witzel                                                                                | 2006. október 5.     | 9,89 millió  |
| 28.  | 4.  | Egy cicamica elrablása (Larceny of a Kitty Cat)                             | Millicent Shelton | Hilary Winston                                                                                         | 2006. október 12.    | 9,84 millió  |
| 29.  | 5.  | Van Hickey (Van Hickey)                                                     | Craig Zisk        | Történet: J.B. Cook és Marc Singer Tévéjáték: J.B. Cook                                                | 2006. október 19.    | 8,56 millió  |
| 30.  | 6.  | Elhitettem egy nővel, hogy én vagyok az Isten (Made a Lady Think I Was God) | Marc Buckland     | Bobby Bowman                                                                                           | 2006. november 2.    | 9,48 millió  |
| 31.  | 7.  | A levelesláda (Mailbox)                                                     | Michael Fresco    | Kat Likkel és John Hoberg                                                                              | 2006. november 9.    | 9,13 millió  |
| 32.  | 8.  | Pofátlanul kiraboltam egy drogost (Robbed a Stoner Blind)                   | Marc Buckland     | Kat Likkel és John Hoberg                                                                              | 2006. november 16.   | 9,12 millió  |
| 33.  | 9.  | Született hazárdőr (Born a Gamblin' Man)                                    | Chris Koch        | Victor Fresco                                                                                          | 2006. november 30.   | 9,49 millió  |
| 34.  | 10. | A határtól délre 1. rész (South of the Border, Part Uno)                    | Michael Fresco    | Michael Pennie                                                                                         | 2006. december 7.    | 10,04 millió |
| 35.  | 11. | A határtól délre 2. rész (South of the Border, Part Dos)                    | Marc Buckland     | Danielle Sanchez-Witzel                                                                                | 2006. december 7.    | 10,04 millió |
| 36.  | 12. | Szerepeltünk a Zsarukban (Our 'Cops' In On)                                 | Ken Whittingham   | Timothy Stack                                                                                          | 2007. január 4.      | 10,03 millió |
| 37.  | 13. | Elásott kincs (Buried Treasure)                                             | Eyal Gordin       | Erika Kaestle és Patrick McCarthy                                                                      | 2007. január 11.     | 10,85 millió |
| 38.  | 14. | Bezárva tartottam egy fickót (Kept a Guy Locked in a Truck)                 | Eyal Gordin       | Kat Likkel és John Hoberg                                                                              | 2007. január 18.     | 9,77 millió  |
| 39.  | 15. | Külföldi cserediák (Foreign Exchange Student)                               | Marc Buckland     | Mike Mariano                                                                                           | 2007. február 1.     | 10,69 millió |
| 40.  | 16. | Gyönyörű pankrátorhölgyek (Blow)                                            | Victor Nelli, Jr. | J.B. Cook                                                                                              | 2007. február 8.     | 9,53 millió  |
| 41.  | 17. | Szülinapi buli (The Birthday Party)                                         | Eyal Gordin       | Hilary Winston                                                                                         | 2007. február 15.    | 9,10 millió  |
| 42.  | 18. | Lássuk, ki mászik elő Joy-ból? (Guess Who's Coming Out of Joy)              | Mike Fresco       | Greg Garcia                                                                                            | 2007. február 22.    | 8,71 millió  |
| 43.  | 19. | Zaklattam egy riportert (Harassed a Reporter)                               | Chris Koch        | Barbie Adler és Brad Copeland                                                                          | 2007. április 12.    | 6,67 millió  |
| 44.  | 20. | Két golyó, két dobás (Two Balls, Two Strikes)                               | Victor Nelli, Jr. | Bobby Bowman                                                                                           | 2007. április 19.    | 7,15 millió  |
| 45.  | 21. | A vizsga (G.E.D.)                                                           | Michael Fresco    | Hunter Covington                                                                                       | 2007. április 26.    | 7,49 millió  |
| 46.  | 22. | Szerzek igazi munkát (Get a Real Job)                                       | Ken Whittingham   | Történet: Ralph Greene, Patrick McCarthy és Erika Kaestle Tévéjáték: Patrick McCarthy és Erika Kaestle | 2007. május 3.       | 7,57 millió  |
| 47.  | 23. | A tárgyalás (The Trial)                                                     | Michael Fresco    | Timothy Stack, Mike Mariano és Vali Chandrasekaran                                                     | 2007. május 10.      | 6,94 millió  |

## 3. évad (2007-2008)
| Sor. | Év. | Cím                                                                                   | Rendező         | Író                                   | Premier              | Nézettség   |
| ---- | --- | ------------------------------------------------------------------------------------- | --------------- | ------------------------------------- | -------------------- | ----------- |
| 48.  | 1.  | A nevem 28301-016-os számú fogvatartott 1. rész (My Name Is Inmate #28301-016 Part 1) | Michael Fresco  | Michael Pennie                        | 2007. szeptember 27. | 8,66 millió |
| 49.  | 2.  | A nevem 28301-016-os számú fogvatartott 2. rész (My Name Is Inmate #28301-016 Part 2) | Michael Fresco  | Kat Likkel és John Hoberg             | 2007. szeptember 27. | 8,66 millió |
| 50.  | 3.  | A camdeni bandák (The Gangs of Camden County)                                         | Michael Fresco  | Victor Fresco                         | 2007. október 4.     | 7,98 millió |
| 51.  | 4.  | A Frank tényező (The Frank Factor)                                                    | Greg Garcia     | Greg Garcia                           | 2007. október 11.    | 7,76 millió |
| 52.  | 5.  | Kreatív írás (Creative Writing)                                                       | Chris Koch      | Bobby Bowman                          | 2007. október 18.    | 7,25 millió |
| 53.  | 6.  | Frank csaja (Frank's Girl)                                                            | Eyal Gordin     | Danielle Sanchez-Witzel               | 2007. október 25.    | 8,20 millió |
| 54.  | 7.  | Még egyszer szerepeltünk a Zsarukban 1. rész (Our Other 'Cops' Is On! Part 1)         | Ken Whittingham | Timothy Stack                         | 2007. november 1.    | 7,30 millió |
| 55.  | 8.  | Még egyszer szerepeltünk a Zsarukban 2. rész (Our Other 'Cops' Is On! Part 2)         | Ken Whittingham | Vali Chandrasekaran                   | 2007. november 1.    | 7,30 millió |
| 56.  | 9.  | Randy a főnök (Randy in Charge (...Of Our Days and Our Nights))                       | Eyal Gordin     | Mike Mariano                          | 2007. november 8.    | 7,66 millió |
| 57.  | 10. | Éjszakai ruhanás (Midnight Bun)                                                       | Eyal Gordin     | Hilary Winston                        | 2007. november 15.   | 8,01 millió |
| 58.  | 11. | Égési sérült (Burn Victim)                                                            | Gail Mancuso    | Michael Shipley                       | 2007. november 29.   | 6,62 millió |
| 59.  | 12. | Korai szabadulás (Early Release)                                                      | Jason Ensler    | Jessica Goldstein és Chrissy Pietrosh | 2007. december 6.    | 7,38 millió |
| 60.  | 13. | Rossz Earl (Bad Earl)                                                                 | Eyal Gordin     | Alan Kirschenbaum                     | 2008. január 10.     | 7,74 millió |
| 61.  | 14. | Nem patkolok el, ha a barátaim velem vannak 1. rész (I Won't Die with a Little)       | Marc Buckland   | Greg Garcia                           | 2008. április 3.     | 7,53 millió |
| 62.  | 15. | Nem patkolok el, ha a barátaim velem vannak 2. rész (Help from My Friends)            | Marc Buckland   | Bobby Bowman                          | 2008. április 3.     | 7,53 millió |
| 63.  | 16. | Elloptam egy motort (Stole a Motorcycle)                                              | Eyal Gordin     | Kat Likkel és John Hoberg             | 2008. április 10.    | 7,09 millió |
| 64.  | 17. | Az agyatlanok és a sporttáska (No Heads and a Duffel Bag)                             | Michael Fresco  | Hunter Covington                      | 2008. április 17.    | 6,87 millió |
| 65.  | 18. | Gyilkos labda (Killerball)                                                            | Eyal Gordin     | Matt Ward                             | 2008. április 24.    | 6,16 millió |
| 66.  | 19. | Szerelmi nyolcszög (Love Octagon)                                                     | Michael Fresco  | Danielle Sanchez-Witzel               | 2008. május 1.       | 6,73 millió |
| 67.  | 20. | Lány Earl (Girl Earl)                                                                 | Eyal Gordin     | Ralph Greene                          | 2008. május 8.       | 6,06 millió |
| 68.  | 21. | A Camdeniták 1. rész (Camdenites Part 1)                                              | Michael Fresco  | Michael Pennie és Hilary Winston      | 2008. május 15.      | 7,17 millió |
| 69.  | 22. | A Camdeniták 2. rész (Camdenites Part 2)                                              | Michael Fresco  | Michael Pennie és Hilary Winston      | 2008. május 15.      | 7,17 millió |

## 4. évad (2008-2009)
| Sor. | Év. | Cím                                                       | Rendező             | Író | Premier              | Nézettség   |
| ---- | --- | --------------------------------------------------------- | ------------------- | --- | -------------------- | ----------- |
| 70.  | 1.  | A forgatás (The Magic Hour)                               | Eyal Gordin         | Timothy Stack                                                                                               | 2008. szeptember 25. | 6,40 millió |
| 71.  | 2.  | Befürdött majmok (Monkeys Take a Bath)                    | Greg Garcia         | Greg Garcia                                                                                                 | 2008. szeptember 25. | 6,40 millió |
| 72.  | 3.  | Joy a buborékban (Joy in a Bubble)                        | Michael Fresco      | Jessica Goldstein és Chrissy Pietrosh                                                                       | 2008. október 2.     | 6,72 millió |
| 73.  | 4.  | Elloptam egy lakóautót (Stole an RV)                      | Chris Koch          | Kat Likkel és John Hoberg                                                                                   | 2008. október 2.     | 6,72 millió |
| 74.  | 5.  | Tuti Johnny (Sweet Johnny)                                | Eyal Gordin         | Kat Likkel és John Hoberg                                                                                   | 2008. október 9.     | 7,17 millió |
| 75.  | 6.  | A pom-pom fiúk (We've Got Spirit)                         | Eyal Gordin         | Hilary Winston                                                                                              | 2008. október 16.    | 6,72 millió |
| 76.  | 7.  | A besúgó (Quit Your Snitchin')                            | Chris Koch          | Matt Ward                                                                                                   | 2008. október 23.    | 6,39 millió |
| 77.  | 8.  | Kis rossz vudu tesó (Little Bad Voodoo Brother)           | Chris Koch          | Alan Kirschenbaum                                                                                           | 2008. október 30.    | 6,27 millió |
| 78.  | 9.  | Eladtam egy tragacsot (Sold a Guy a Lemon Car)            | John Putch          | Michael Pennie                                                                                              | 2008. november 6.    | 6,70 millió |
| 79.  | 10. | Az évforduló (Earl and Joy's Anniversary)                 | Michael Fresco      | Danielle Sanchez-Witzel                                                                                     | 2008. november 13.   | 7,05 millió |
| 80.  | 11. | A természet játéka (Nature's Game Show)                   | Eyal Gordin         | Hunter Covington                                                                                            | 2008. november 20.   | 6,61 millió |
| 81.  | 12. | Az olvasás alapvető dolog (Reading Is a Fundamental Case) | Michael Fresco      | Mike Mariano                                                                                                | 2008. december 4.    | 6,13 millió |
| 82.  | 13. | Árva Earl (Orphan Earl)                                   | Marc Buckland       | Michael Shipley                                                                                             | 2008. december 11.   | 6,55 millió |
| 83.  | 14. | A terhes bébiszitter (Got the Babysitter Pregnant)        | Mike Mariano        | Történet: Patrick McCarthy, Erika Kaestle és Vali Chandrasekaran Tévéjáték: Vali Chandrasekaran             | 2009. január 8.      | 5,60 millió |
| 84.  | 15. | Lelepleződve 1. rész (Darnell Outed: Part 1)              | Eyal Gordin         | Ralph Greene                                                                                                | 2009. január 15.     | 5,99 millió |
| 85.  | 16. | Lelepleződve 2. rész (Darnell Outed: Part 2)              | Eyal Gordin         | Történet: Alan Kirschenbaum, Jessica Goldstein és Chrissy Pietrosh Tévéjáték: Hunter Covington és Matt Ward | 2009. január 22.     | 6,59 millió |
| 86.  | 17. | Randy listája (Randy's List Item)                         | Paul Burke Pedreira | Bobby Bowman                                                                                                | 2009. február 5.     | 6,28 millió |
| 87.  | 18. | Barátság extrákkal (Friends with Benefits)                | Allison Liddi-Brown | Jessica Goldstein és Chrissy Pietrosh                                                                       | 2009. február 12.    | 6,40 millió |
| 88.  | 19. | Nem ér a nevem (My Name Is Alias)                         | Eyal Gordin         | Matthew W. Thompson                                                                                         | 2009. február 19.    | 6,79 millió |
| 89.  | 20. | A Chaz Dalton űrakadémia (Chaz Dalton's Space Academy)    | Marc Buckland       | Hilary Winston                                                                                              | 2009. március 5.     | 5,46 millió |
| 90.  | 21. | A bolond boszinéni (Witch Lady)                           | Eyal Gordin         | Michael Shipley és Matt Ward                                                                                | 2009. március 19.    | 6,43 millió |
| 91.  | 22. | Rózsi (Pinky)                                             | Greg Garcia         | Greg Garcia                                                                                                 | 2009. március 26.    | 5,89 millió |
| 92.  | 23. | Randy, a zsarnok (Bullies)                                | Eyal Gordin         | Vali Chandrasekaran és Hunter Covington                                                                     | 2009. április 16.    | 5,36 millió |
| 93.  | 24. | Megbocsátani tudni kell (Gospel)                          | Ken Whittingham     | Mike Mariano és Deweyne Lamar Lee                                                                           | 2009. április 23.    | 5,54 millió |
| 94.  | 25. | Kutakodunk 1. rész (Inside Probe: Part 1)                 | Greg Garcia         | Greg Garcia                                                                                                 | 2009. április 30.    | 5,16 millió |
| 95.  | 26. | Kutakodunk 2. rész (Inside Probe: Part 2)                 | Greg Garcia         | Michael Pennie és Timothy Stack                                                                             | 2009. május 7.       | 4,47 millió |
| 96.  | 27. | Dodge apja (Dodge's Dad)                                  | Chris Koch          | Alan Kirschenbaum és Danielle Sanchez-Witzel                                                                | 2009. május 14.      | 4,84 millió |